# Takumi-kun Series
Takumi-kun Series (タクミくんシリーズ Takumi-kun shirīzu?) es una serie de novelas ligeras japonesas de género shōnen-ai escritas por Shinobu Gotō y publicadas por la editorial Kadokawa Shōten. El primer volumen fue lanzado el 23 de abril de 1992 y actualmente cuenta con veinte y ocho volúmenes publicados. Para diciembre de 2010, la franquicia había vendido más de 4 millones de copias, mientras que en febrero de 2016 acumuló 5 millones de copias vendidas. Debido a su popularidad, la obra ha generado un gran número de diferentes adaptaciones, incluyendo CD dramas, manga y una serie de cinco películas en imagen real.

## Argumento
Muy lejos de la ciudad y en lo profundo de las montañas, se encuentra la Academia Shidō, una escuela secundaria exclusiva para hombres. En años pasados la escuela albergaba solo a los hijos de las familias de élite del país, pero recientemente ha abierto sus puertas a todos en sus históricas aulas. Takumi Hayama, un muchacho de origen humilde, se prepara para comenzar su segundo año en la escuela. Frenado por problemas psicológicos, la actitud indiferente de Takumi le ha ganado la reputación de ser alguien frío y no le ha traído ningún amigo. Por otro lado se encuentra Giichi "Gii" Saki, un estudiante rico y carismático nacido en América. Gii es la única persona que no ve Takumi como un extraño y los dos se convierten en amigos. Al final Gii confiesa su amor por él, lo que provoca que Takumi deba enfrentarse a sus muchos problemas personales.

## Personajes
Takumi Hayama (葉山 託生 Hayama Takumi?)
Interpretado por: Tomo Yanagishita (Soshite Harukaze), Kyōsuke Hamao
El protagonista principal de la historia. Padece de una severa hafefobia, es decir, de fobia al contacto humano tras haber sido abusado sexualmente cuando era niño por su fallecido hermano mayor. Es por esta misma razón que evita socializar con los demás y todos en la escuela le ven como alguien distante y frío. Sin embargo, su fobia comienza a desaparecer gracias a Gii y su relación con este.
Giichi Saki (崎 義一 Saki Giichi?)
Interpretado por: Keisuke Katō (Soshite Harukaze), Daisuke Watanabe
Giichi, apodado Gii, es el chico más popular de la Academia Shidō. Es admirado por muchos estudiantes debido a su belleza y estatus de ser el único hijo del director de una importante empresa internacional, pero solo tiene ojos para Takumi. Nació en Nueva York y es un cuarto francés. Se enamoró de Takumi a primera vista y confiesa sus sentimientos por este.
Shōzō Akaike (赤池 章三 Akaike Shōzō?)
Interpretado por: Yukihiro Takiguchi
Es el mejor amigo de Gii y quien más apoya la relación de este con Takumi, a pesar de que algunas veces se molesta por el comportamiento irracional de su amigo. Su padre es un profesor universitario y su madre murió cuando era estudiante de primaria.
Arata Misu (三洲 新 Misu Arata?)
Interpretado por: Ryōma Baba
Es uno de los estudiantes más populares de la escuela, a quien no le agrada Gii. Es un muchacho frío al que no le gusta hablar mucho, es sarcástico y egocéntrico, y se toma muy en serio su deber como presidente del consejo estudiantil. Sin embargo y, de alguna manera, parece llevarse bien con Takumi. Mantiene una relación romántica con Kanemitsu Shingyōji, pero a no le gusta usar el término "amantes" para definir su relación.
Kanemitsu Shingyōji (真行寺 兼満 Shingyōji Kanemitsu?)
Interpretado por: Bishin Kawasumi (Bibō no Detail), Taiki Naitō
Un muchacho extrovertido enamorado del glacial Arata, a quien siempre trata de complacer a como de lugar.
Toshihisa Katakura (片倉 利久 Toshihisa Katakura?)
Interpretado por: Ryō Sakaguchi (Soshite Harukaze), Mio Akaba
Es un compañero de clases y mejor amigo de Takumi, a quien conoció en la escuela durante su primer año. En su segundo año, se desempeñó como líder de la clase. Su novio es Masashi Iwashita. 
Masashi Iwashita (岩下 政史 Iwashita Masashi?)
Es el novio de Katakura, así como también su compañero de cuarto. Es miembro del club de ceremonia del té.
Izumi Takabayashi (高林 泉 Takabayashi Izumi?)
Interpretado por: Yasuka Saitō (Soshite Harukaze), Kei Hosogai (Niji Irō no Garasu), Ryō Mitsuya (Pure)
Es un estudiante de apariencia hermosa y femenina, debido a lo cual todos en la escuela lo tratan muy bien. Sin embargo, este trato especial le llevó a convertirse en alguien egoísta y narcisista. Tuvo un amor no correspondido por Gii, pero en algún momento comenzó a salir con Michio Yoshizawa tras entender que nunca tendría una oportunidad. Es miembro del club de astronomía.
Michio Yoshizawa (吉沢 道雄 Yoshizawa Michio?)
Interpretado por: Wataru Hatano (Soshite Harukaze), Yutaka Kobayashi (Pure)
Michio es un muchacho muy tímido, pero cuando se trata del tiro con arco o su novio Takabayashi se convierte en una persona completamente diferente. En su tercer año, se convirtió en administrador de los dormitorios.

## Media

### Novela ligera
Escrita por Shinobu Gotō, la novela ha sido serializada en la revista Kadokawa Ruby Bunko de Kadokawa Shōten desde el 23 de abril de 1992. Hasta la fecha se han recopilado un total de veintiséis volúmenes, pero su publicación entró en hiatus en 2011.

#### Lista de volúmenes
| Número | Título                                                                                                | fecha de publiciación   |
| ------ | --- | ----------------------- |
| 1      | Takumi-kun Series - Soshite Shunpū ni Sasayaite タクミくんシリーズ そして春風にささやいて             | 23 de abril de 1992     |
| 2      | Takumi-kun Series - Cauliflower Dream タクミくんシリーズ カリフラワードリーム                         | 27 de julio de 1992     |
| 3      | Takumi-kun Series - Kanon タクミくんシリーズ CANON－カノン－                                          | 1 de diciembre de 1992  |
| 4      | Takumi-kun Series - Farewell タクミくんシリーズ FAREWELL－フェアウェル－                              | 29 de enero de 1993     |
| 5      | Takumi-kun Series - Niji Shoku no Garasu タクミくんシリーズ 虹色の硝子                                | 30 de noviembre de 1993 |
| 6      | Takumi-kun Series - Koibumi タクミくんシリーズ 恋文                                                   | 31 de marzo de 1994     |
| 7      | Takumi-kun Series - Tōrisugi ta Kisetsu タクミくんシリーズ 通り過ぎた季節                             | 29 de junio de 1995     |
| 8      | Takumi-kun Series - Opening wa Hanayaka ni タクミくんシリーズ オープニングは華やかに                  | 29 de junio de 1995     |
| 9      | Takumi-kun Series - Sincerely... タクミくんシリーズ Sincerely・・・                                   | 28 de noviembre de 1995 |
| 10     | Takumi-kun Series - Valentine Rhapsody タクミくんシリーズ バレンタインラプソディ                      | 26 de noviembre de 1996 |
| 11     | Takumi-kun Series - Bibō no Detail タクミくんシリーズ 美貌のディテイル                                | 28 de noviembre de 1997 |
| 12     | Takumi-kun Series - Midori no yu Bisaki タクミくんシリーズ 緑のゆびさき                               | 25 de diciembre de 1998 |
| 13     | Takumi-kun Series - Hana Chiru Yoru ni Kimi o Omoe ba タクミくんシリーズ 花散る夜にきみを想えば       | 25 de diciembre de 1999 |
| 14     | Takumi-kun Series - Kare to Tsuki to No Kyori タクミくんシリーズ 彼と月との距離                       | 25 de diciembre de 2000 |
| 15     | Takumi-kun Series - Pure タクミくんシリーズ Pure－ピュア－                                            | 30 de noviembre de 2001 |
| 16     | Takumi-kun Series - Otogibanashi タクミくんシリーズ フェアリーテイル おとぎ話                         | 30 de noviembre de 2002 |
| 17     | Takumi-kun Series - Natsu no Zanzō タクミくんシリーズ 夏の残像                                        | 28 de abril de 2004     |
| 18     | Takumi-kun Series - Kakusare ta Niwa ― Natsu no Zanzō. 2― タクミくんシリーズ 隠された庭 ―夏の残像・2― | 30 de noviembre de 2004 |
| 19     | Takumi-kun Series - Bara no Shita de ― Natsu no Zanzō. 3― タクミくんシリーズ 薔薇の下で ―夏の残像・3― | 30 de noviembre de 2006 |
| 20     | Takumi-kun Series - Koi no Kakera ― Natsu no Zanzō. 4― タクミくんシリーズ 恋のカケラ ―夏の残像・4―    | 30 de noviembre de 2007 |
| 21     | Takumi-kun Series - Prologue タクミくんシリーズ プロローグ                                            | 26 de abril de 2008     |
| 22     | Takumi-kun Series - Yūwaku タクミくんシリーズ 誘惑                                                    | 29 de noviembre de 2008 |
| 23     | Takumi-kun Series - Dare ka ga Kare ni Koishi Teru タクミくんシリーズ 誰かが彼に恋してる              | 2009                    |
| 24     | Takumi-kun Series - Akatsuki o Matsu Made タクミくんシリーズ 暁を待つまで                             | 2010                    |
| 25     | Takumi-kun Series - Risk タクミくんシリーズ リスク                                                    | 2010                    |
| 26     | Takumi-kun Series - Kaze to Hikari to Tsuki to Inu タクミくんシリーズ 風と光と月と犬                  | 2011                    |

Especiales
| N.º | Título | Fecha de publicación    |
| --- | --- | ----------------------- |
| 1   | Takumi-kun Series - Hatsu no Kakioroshi Tankō hon! Fan Taibō no Hiwa ga Mansai! タクミくんシリーズ 初の書き下ろし単行本！ファン待望の秘話が満載！ | 31 de agosto de 2006    |
| 2   | Takumi-kun Series - Illustration Fan Book 15th Premium Album タクミくんシリーズ イラスト＆ファンブック 15th Premium Album                         | 29 de noviembre de 2007 |

### Manga
Desde el 28 de agosto de 1998, la editorial Kadokawa Shōten comenzó a publicar una serie de manga basada en las novelas de Gotō. El primer volumen fue ilustrado por Billy Takahashi mientras que los sucesivos lo fueron por Kazumi Ōya. Fue serializada para su publicación en Estados Unidos por Tokyopop a través de su imprenta Blu Print. Tokyopop publicó los primeros cuatro volúmenes. En Italia, la serie fue licenciada por Kappa Editions y publicada a partir del 24 de octubre de 2005.

#### Lista de volúmenes
| N.º | Título                              | Fecha de lanzamiento    | ISBN original          |
| --- | ----------------------------------- | ----------------------- | ---------------------- |
| 1   | «Soshite Shunpū ni Sasayaite»       | 28 de agosto de 1998    | ISBN 4-04-852992-7     |
| 2   | «June Pride: 6 Tsuki no Jisonshin»  | 30 de enero de 2001     | ISBN 4-04-853325-8     |
| 3   | «Hadashi no Warutsu»                | 30 de enero de 2002     | ISBN 4-04-853472-6     |
| 4   | «Kisetsu Hazure no Kaidan»          | 27 de noviembre de 2003 | ISBN 4-04-853700-8     |
| 5   | «Bibō no Diteiru»                   | 29 de noviembre de 2004 | ISBN 4-04-853785-7     |
| 6   | «Jealousy»                          | 29 de noviembre de 2005 | ISBN 4-04-853913-2     |
| 7   | «Hana Chiru Yoru ni Kimi o Omoe ba» | 28 de noviembre de 2006 | ISBN 4-04-854060-2     |
| 8   | «Pure»                              | 29 de noviembre de 2007 | ISBN 978-4-04-854142-8 |

### Películas
Se han realizado cinco películas en imagen real basadas en la serie, todas de las cuales fueron filmadas en el hotel British Hills, en Iwase, Fukushima. Los actores Tomo Yanagishita y Keisuke Katō protagonizaron el primer filme en 2007; en las siguientes adaptaciones de la franquicia, ambos actores fueron reemplazados por Kyōsuke Hamao y Daisuke Watanabe en sus roles de Takumi y Gii, respectivamente. Yukihiro Takiguchi, quien interpretó a Akaike, fue el único actor en aparecer en todas las películas.

### Lista de películas
- Takumi-kun Series: Soshite Harukaze ni Sasayaite (2007)
- Takumi-kun Series 2: Niji Irō no Garasu (2009)
- Takumi-kun Series 3: Bibō no Detail (2010)
- Takumi-kun Series 4: Pure (2010)
- Takumi-kun Series 5: Ano, Hareta Aozora (2011)
- Takumi-kun Series 6: Nagai Nagai Monogatari no Hajimari no Asa (2023)